# El Chorrillo (Santa Cruz de Tenerife)
El Chorrillo es una entidad de población del municipio de Santa Cruz de Tenerife, en la isla de Tenerife —Canarias, España—. 
Se encuadra administrativamente dentro del distrito Suroeste.

## Características
Está delimitado al norte por las calles de la Camelia, Orquídea, Girasol, Cigarrillos, El Molino y el cauce del barranco de Los Pocitos; al este por la Autopista del Sur; al sur por el cauce del barranco del Humilladero y la carretera del Tablero; y al oeste por una línea que une la carretera del Tablero con la calle de Martagón.
El Chorrillo se encuentra situado al suroeste de la ciudad, a 10,3 kilómetros del centro y a una altitud media de 277 m s. n. m. Ocupa una superficie de 1,36 km².
Se puede dividir a su vez en los núcleos de El Pilarito, El Humilladero y Cuevas Blancas.
Posee una iglesia dedicada a la Virgen del Pilar, un campo de fútbol, varias sucursales bancarias y una estación gasolinera. El barrio se encuentra rodeado de naves industriales.
En las proximidades del barrio se encuentran tres importantes yacimientos arqueológicos de la cultura guanche en forma de estaciones de grabados rupestres. Todos se encuentran protegidos y declarados Bienes de Interés Cultural desde 1999 sobre la base de la Ley de Patrimonio Histórico de Canarias.
En El Chorrillo se encuentra además el Molino de Cuevas Blancas, declarado Bien de Interés Cultural en la categoría de Sitio Histórico.

## Demografía
| Año        | 2000 | 2001 | 2002 | 2003 | 2004 | 2005 | 2006 | 2007 | 2008 | 2009 | 2010 | 2011 | 2012 | 2013 | 2014 | 2015 | 2016 |
| ---------- | ---- | ---- | ---- | ---- | ---- | ---- | ---- | ---- | ---- | ---- | ---- | ---- | ---- | ---- | ---- | ---- | ---- |
| Habitantes | 728  | 721  | 731  | 715  | 729  | 737  | 756  | 654  | 662  | 654  | 654  | 656  | 630  | 616  | 636  | 651  | 643  |

## Historia
El territorio sobre el que se asienta el barrio formaba originalmente parte del vecino municipio de El Rosario, pero el 30 de octubre de 1972 fue cedido a la ciudad de Santa Cruz para su expansión.

## Comunicaciones
Se accede al barrio principalmente por la Carretera General del Sur TF-28 o a través de la salida número 2 de la Autopista del Sur TF-1.

### Transporte público
En autobús —guagua— queda conectado mediante las siguientes líneas de TITSA: 
| Línea | Trayecto                                                             | Recorrido |
| ----- | -------------------------------------------------------------------- | --------- |
| 127   | Taco - Güímar (por Barranco Hondo y Candelaria)                      | Recorrido |
| 933   | Taco - Barranco Grande - Cruce Sta. María - El Tablero               | Recorrido |
| 934   | Intercambiador - Taco - Santa María del Mar - Añaza - Intercambiador | Recorrido |
| 944   | El Tablero - La Gallega - Avda. Hespérides - Tíncer - Taco           | Recorrido |

## Lugares de interés
- Zona arqueológica Lomo Gordo (BIC)
- Molino de Cuevas Blancas (BIC)